# Parc national du Kinabalu
Le parc national du Kinabalu (en malais : Taman Negara Kinabalu), est un parc national de Malaisie inauguré en 1964.
Ce parc fait partie de la liste du patrimoine mondial de l'UNESCO depuis décembre 2000.
Situé sur la côte ouest de Sabah de l'île de Bornéo, il s'étend sur 754 km² autour du mont Kinabalu, qui, à 4095,2 m, est le sommet le plus élevé de l'Asie du Sud-Est.
Il abrite une variété étonnante de faune et de flore sur quatre zones de climat différentes. Le mont lui-même est célèbre pour ses plantes carnivores et ses orchidées, particulièrement l'espèce Nepenthes rajah, ainsi que pour plusieurs animaux endémiques, dont la sangsue rouge géante de Kinabalu et le ver géant de Kinabalu.
Le centre gestionnaire du parc est à 88 km de la ville de Kota Kinabalu, à la limite méridionale du parc.
En 2004, le parc reçut plus de 415 360 visiteurs, dont 43 430 qui escaladèrent le mont Kinabalu.

## Galerie

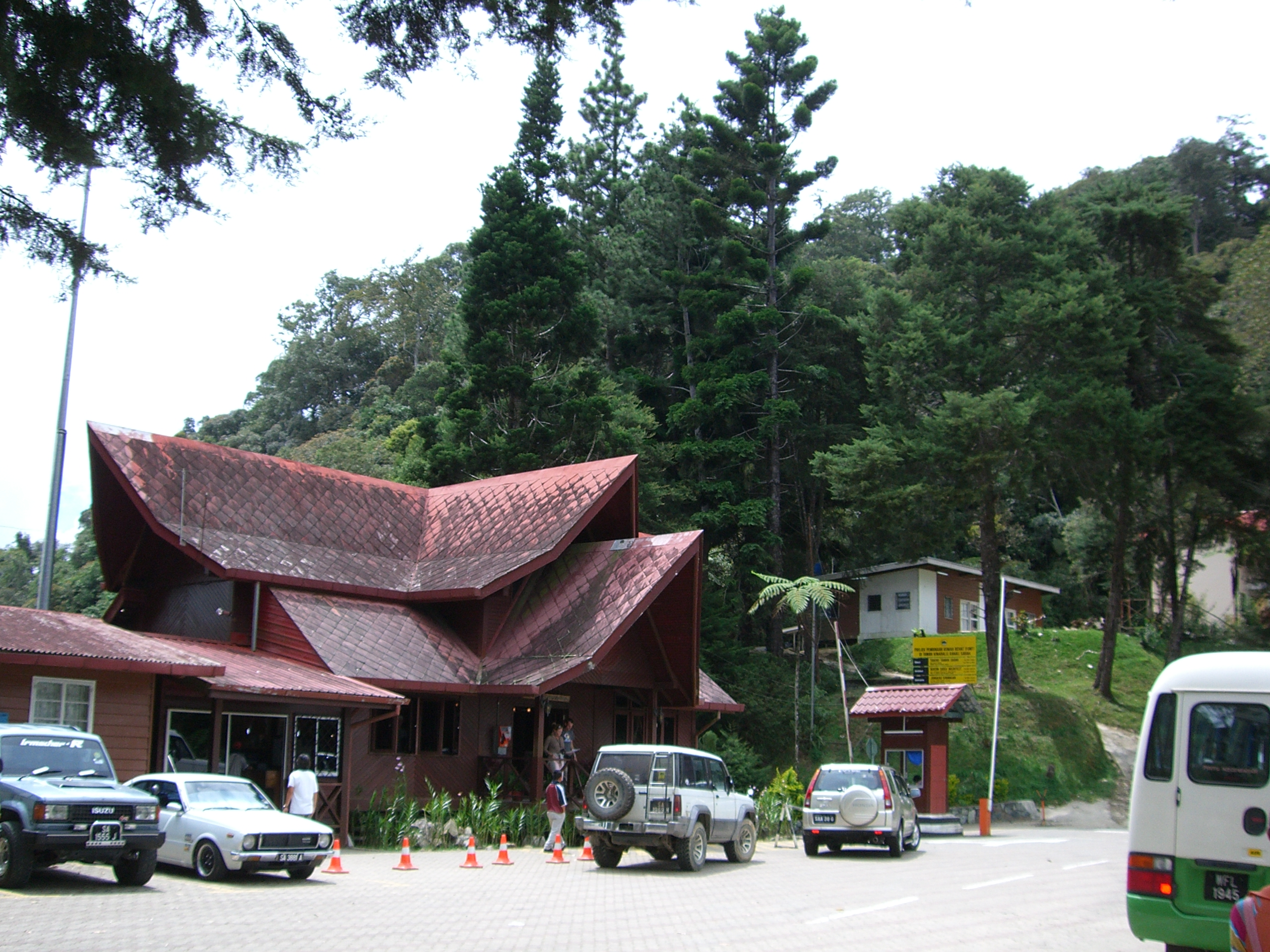
Quartier général du parc Kinabalu
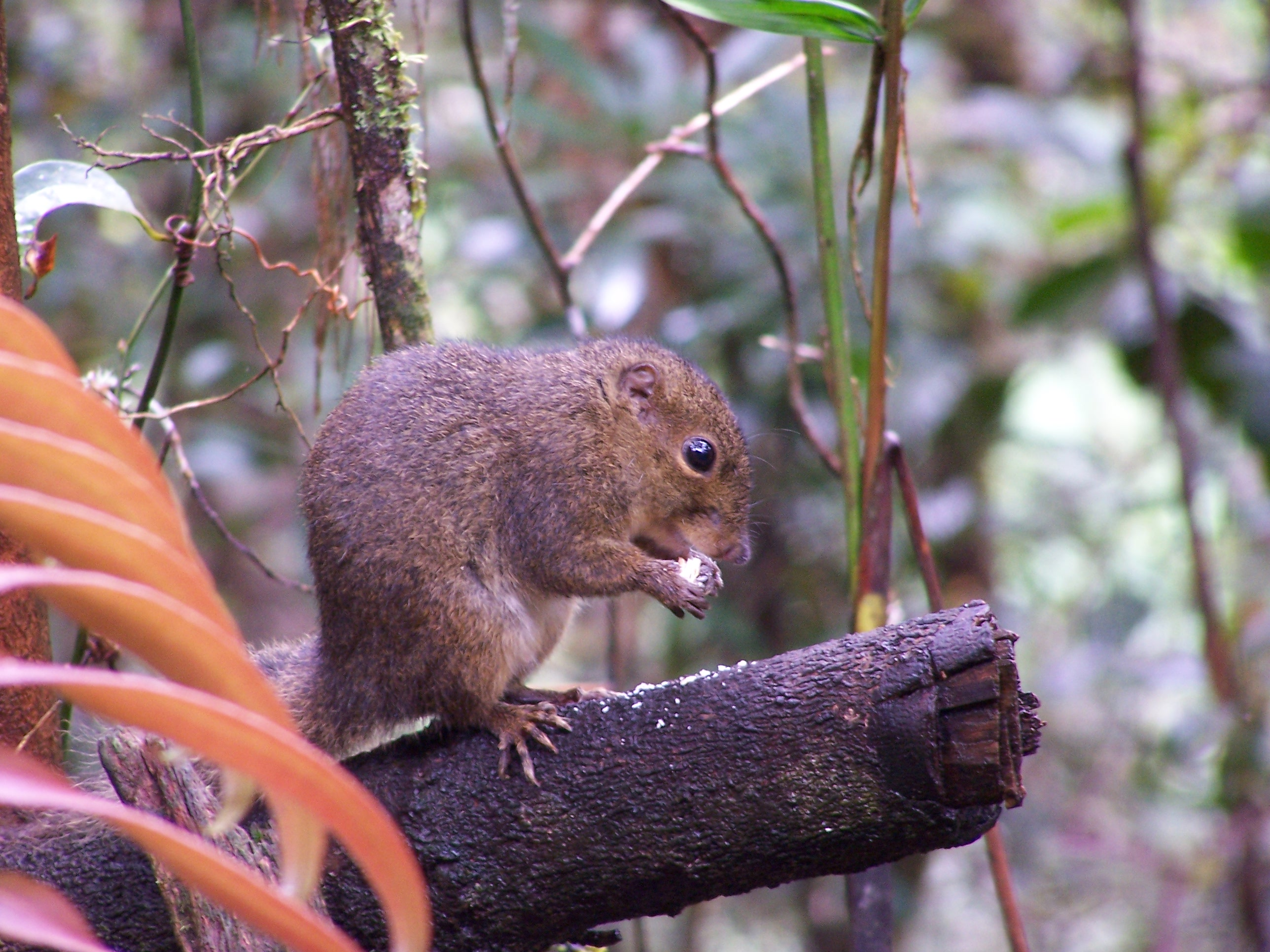
Mont squirrel
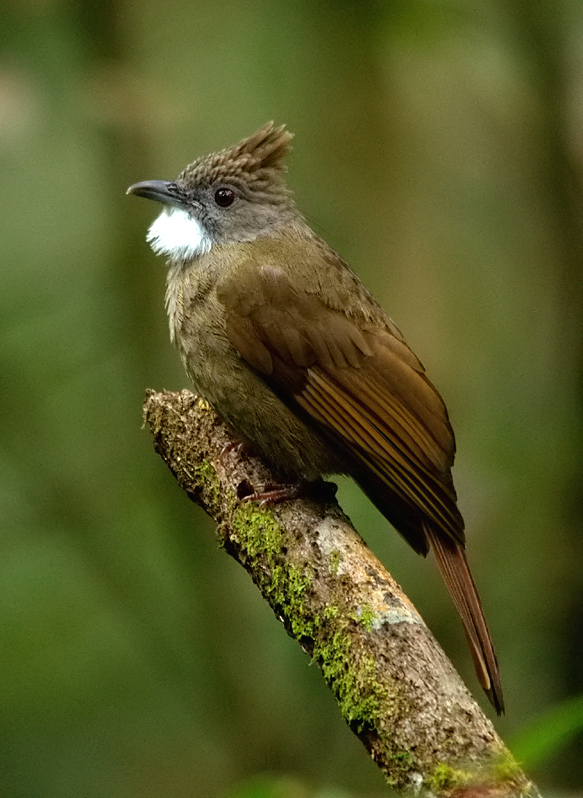
Bulle ochraceuse
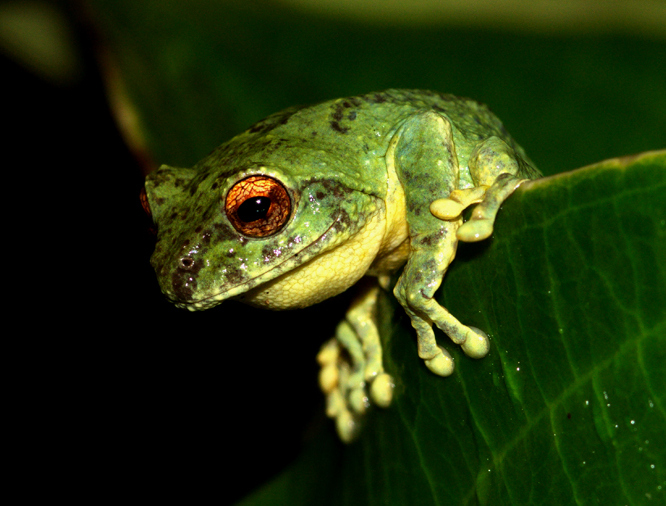
Philautus bunitus Homme
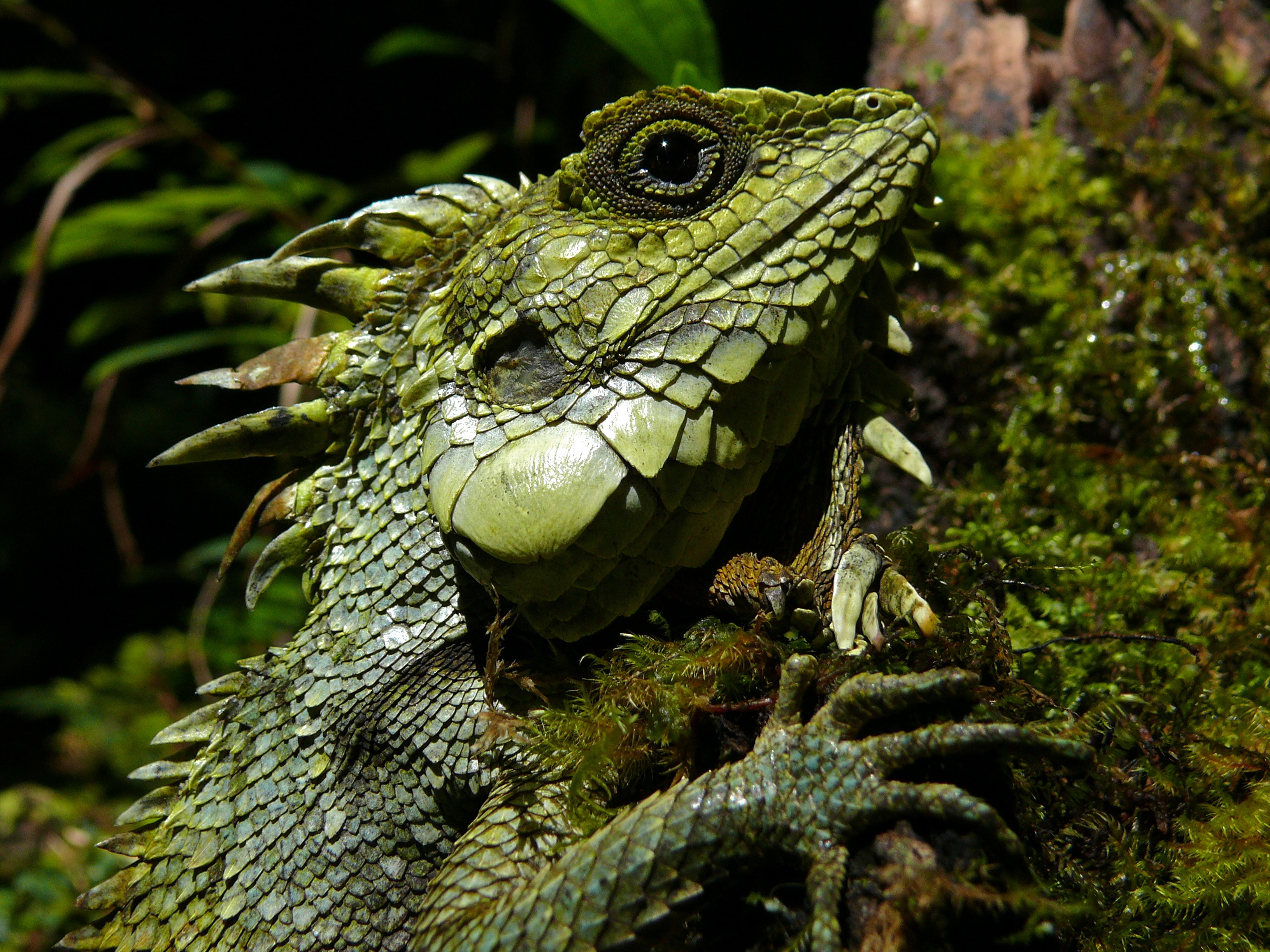
Dragon à crête (Hypsicalotes kinabaluensis)
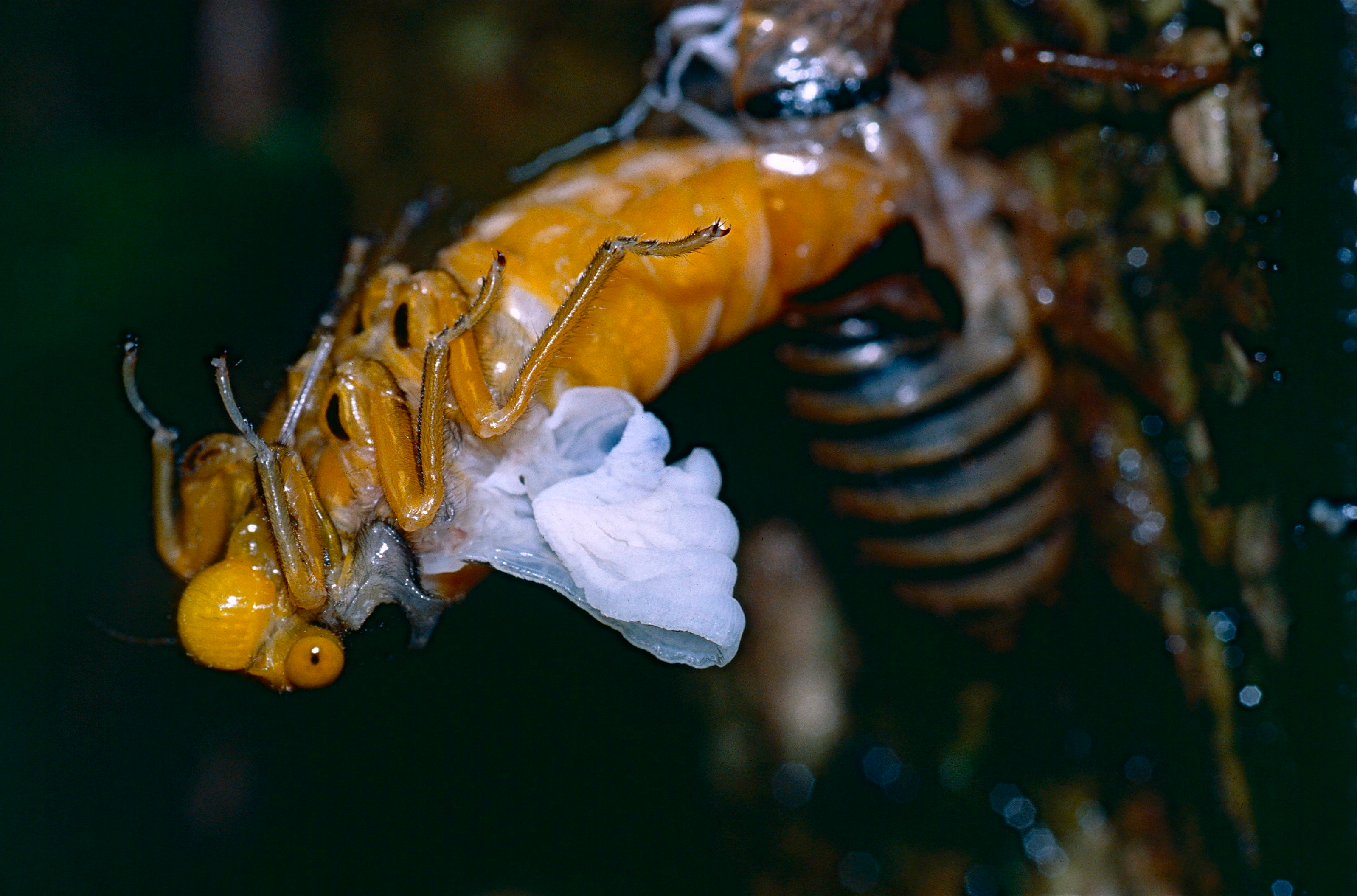
Cecada noire et dorée (Huechys fusca)
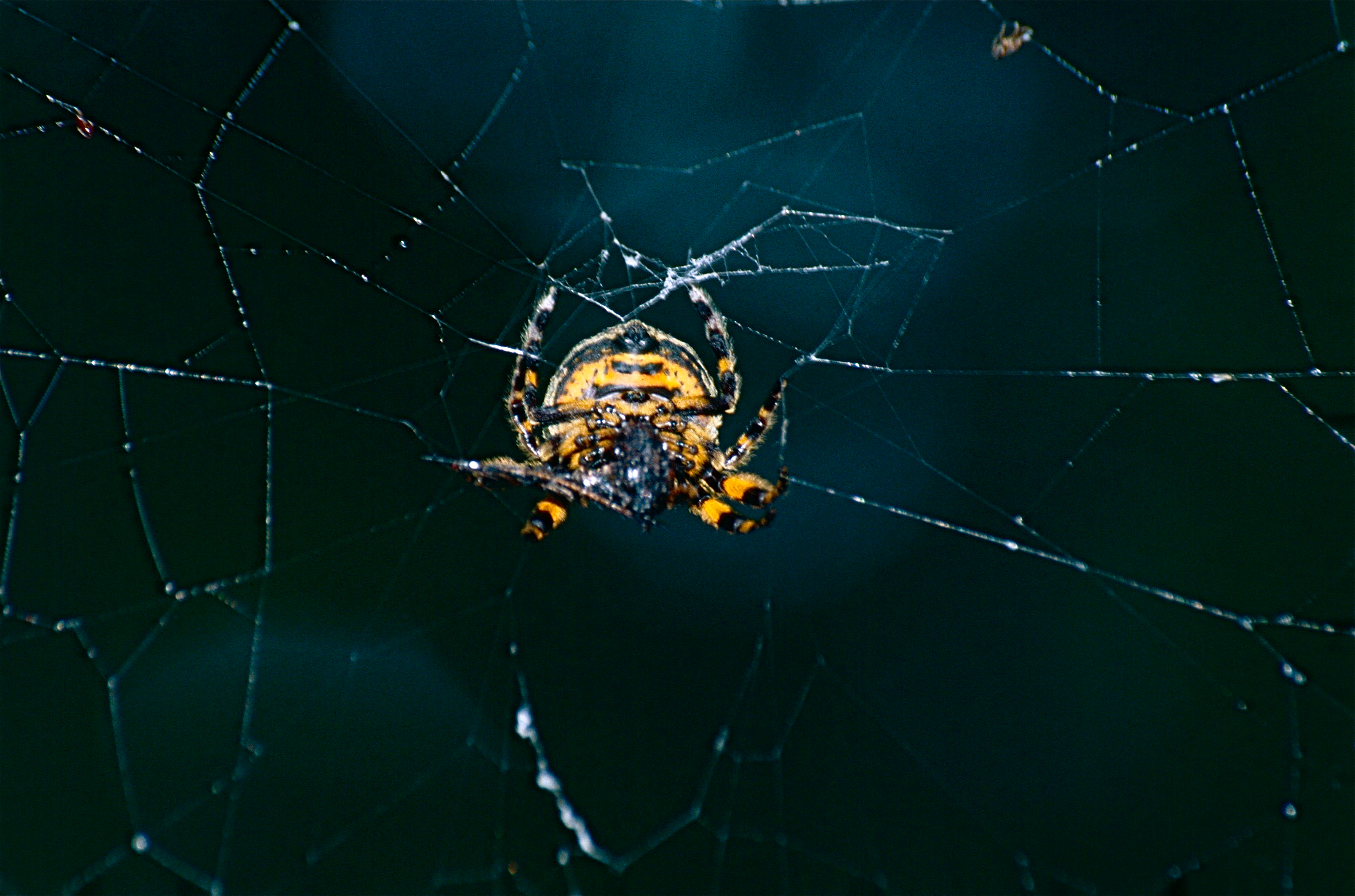
Orb Web Spider (Araneidae)